# Jeremy Davies
Jeremy Davies (Traverse City, 8 de outubro de 1969) é um ator americano mais conhecido por interpretar Daniel Faraday no aclamado seriado de TV norte-americano Lost.
Jeremy é filho do autor Mel Boring e é o segundo de quatro filhos, tendo passado a infância em sua cidade natal e se mudou para o Kansas com sua mãe depois que seus pais se separaram. Sua mãe contraiu Lupus e morreu de complicações. Depois disso, nos anos 70, Jeremy foi viver com o pai e com a madrasta em Santa Barbara, California. Depois eles se mudaram para Rockford, Iowa em 1985 ou 1986.

## Biografia
O primeiro papel de Jeremy foi em Singer & Sons em 1990. Depois, ele estrelou dois episódios de The Wonder Years em 1992. Outros pequenos papéis foram no filme da NBC A Cop's Vengeance, no episódio piloto de uma siticom chamada 1775 e como ator convidado em Melrose Place.
Logo depois, Jeremy começou a atuar em filmes. Ele começou em um vasto repertório de filmes como Twister, o épico drama de Steven Spielberg, Saving Private Ryan, que foi tão bem recebido que promoveu Jeremy para atuar em vários outros filmes.
Em 2004, ele interpretou o papel do famoso psicopata enigmático Charles Manson no telefilme Helter Skelter.
Em 2018 Jeremy interpretou o personagem Baldur, vilão principal do aclamado jogo God Of War.

### Filmografia
Filmes
- Guncrazy (1992)
- Spanking the Monkey (1994)
- Nell (1994)
- Twister (1996)
- Going All the Way (1997)
- The Locusts (1997)
- Saving Private Ryan (1998)
- Ravenous (1999)
- The Florentine (1999)
- The Million Dollar Hotel (2000)
- Up at the Villa (2000)
- Investigating Sex (2001)
- CQ (2001)
- Teknolust (2002)
- The Laramie Project (2002)
- Secretary (2002)
- Searching for Paradise (2002)
- 29 Palms (2002)
- Solaris (2002)
- Dogville (2003)
- Helter Skelter (2004)
- Manderlay (2005)
- Rescue Dawn (2007)
- It's Some Kind of a Funny Story Se enloquecer não se apaixone (2010)

Televisão
- Shoot First: A Cop's Vengeance (1991)
- 1775 (1992)
- General Hospital (1992)
- Rock the Boat (2000)
- Helter Skelter (2004)
- Lost (2008-2010)
- Justifield (2010-2015)
- Lucifer (2016)
- The Flash - 9º episode (2018)
- Arrow - 9º episode (2018)

### Jogos eletrônicos
- God of War (2018) - Baldur

## Curiosidades
- Jeremy ganhou um prêmio Kansas City Film Critics Circle de melhor ator (coadjuvante/secundário) pelo filme Saving Private Ryan.
- Jeremy estudou na Academia de Artes Dramáticas de Pasadena, Califórnia.
- Jeremy perdeu 15 quilos para estrelar o filme Rescue Dawn.
- Jeremy cresceu sem televisão, e nunca ficou preso em um filme ou série. Foi a complexidade de atuar que o levou para essa carreira.